# 모정에 우는 두 아들
"모정에 우는 두 아들"은 1972년 공개된 대한민국의 영화이다.

## 줄거리
두호 어머니(김지미)는 사형수의 부인이며 아들 두호(김희라)를 키우고 있었다. 남편은 숨겨둔 큰 아들 상태(이순재)를 아내게에 주고 사형수의 아들이란 소리를 듣게 하지 말도록 해 달라는 마지막 부탁을 한다. 어머니는 너무나 가난한 나머지 두호를 고아원에 맡긴다. 두호는 친아들이었지만 의붓 아들을 매정히 버리는 어머니라는 주위의 시선 때문에 상태를 키우게 된다. 얼마 뒤 상태가 큰 병을 앓는다. 어머니는 치료비를 구하기 위해 밖으로 나가지만 교통사고로 정신이상자가 되어 정신병원에 들어가게 된다. 수십년의 세월이 지나 어머니는 정신이 돌아오게 되고 어느 건물의 청소부로 일 하게 된다. 그 건물에 있는 회사를 운영하는 사람이 상태라는 것을 알게 된다. 이 후 두호를 찾기 위해 수소문 하다 공사판에서 일 하고 있는 두호의 집을 알게 되었고 두호의 일터 앞에서 노점상을 하게 된다. 상태는 건물 청소부가 자신의 어머니라는 사실을 알게 되고 그것을 숨긴 의붓 아버지를 원망 하며   자동차를 타고 가다 교통사고로 실명이 된다. 결국 이식을 받지 않는 이상 시력을 잃은채 살아야 될 현실에 직면 하게 된다. 결국 어머니가 상태에게 이식을 해 주면서   어머니는 눈이 멀게 된다. 두호도 자신의 어머니가 자신을 고아원에 맡겼다는 사실을 알고 어머니를 원망 한다. 어머니가 병실에 있을 때 두호가 조용히 들어왔고 어머니는 그 사람이 상태인지 알고 지난 과거를 다 말한다. 두호는 그 말을 듣고 눈물을 흘린다. 결국 눈이 멀게 된 어머니,상태,두호는 병원에서 만나 서로를 용서 한다.

## 배역
- 김지미 : 어머니역
- 장동휘 : 상태 계부역
- 김희라 : 둘째 아들 두호역
- 이순재 : 첫째 아들 상태역
- 김창숙 : 두호 부인역
- 박암
- 주증녀
- 이룡
- 김기범
- 이영호
- 김정일
- 이예성
- 손전
- 김신명
- 임성포
- 손창민